# Rete tranviaria di Jaén
La rete tranviaria di Jaén è la rete tranviaria della città spagnola di Jaén, attualmente inattiva. La linea, lunga complessivamente 4,7 km, si sviluppa interamente in superficie, unendo Paseo de la Estación con Vaciacostales attraversando il centro città, e consentendo anche il collegamento con la Stazione di Jaén e presenta 10 fermate su alcune delle principali arterie e punti di interesse della città, come l'Università di Jaén, le strutture ospedaliere, la stazione ferroviaria e la zona industriale e commerciale situata alla periferia della città.

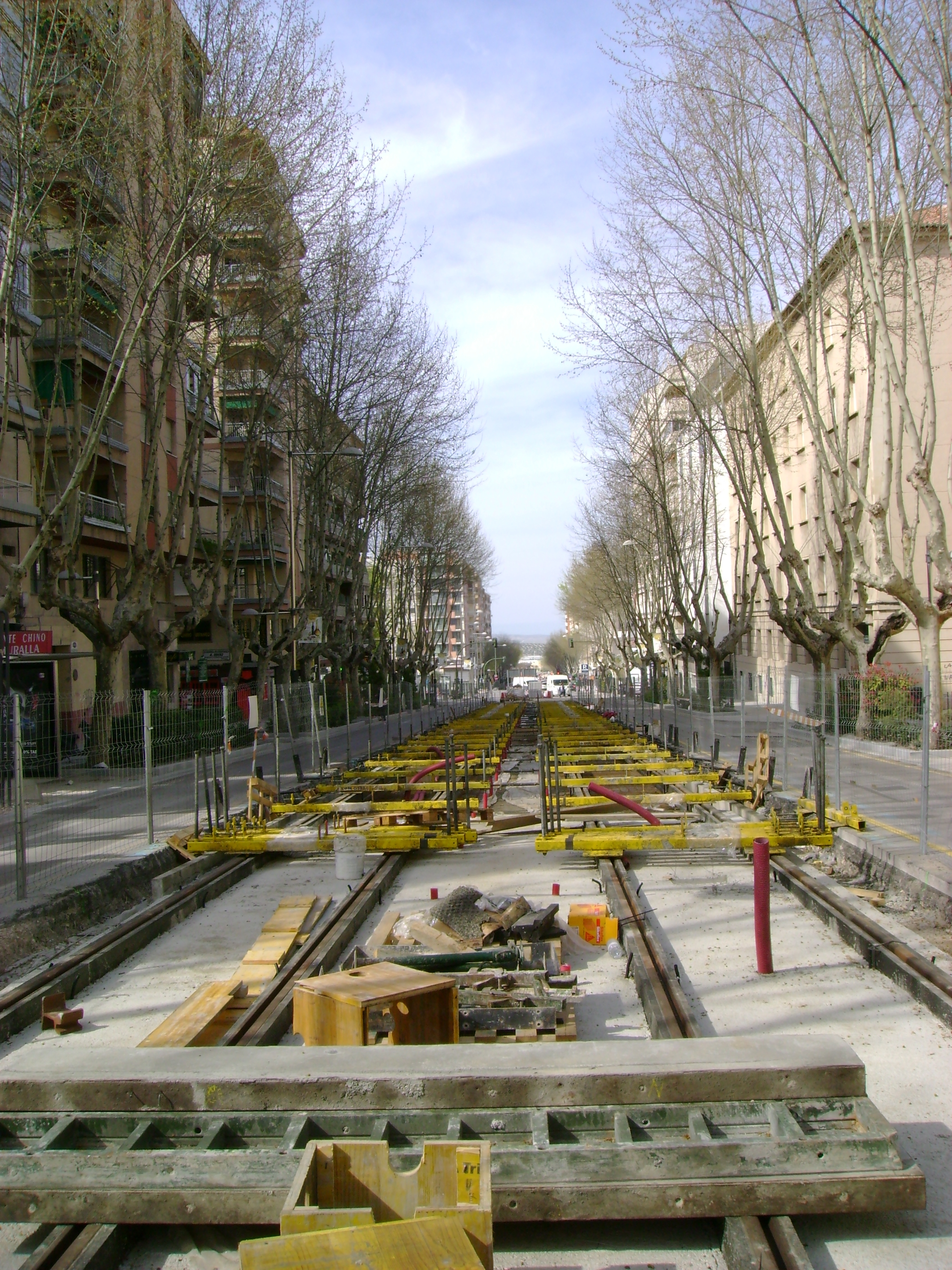
Lavori di costruzione della tranvia a Paseo de la Estación nel marzo 2010.

I lavori sono iniziati nell'aprile 2009 e sono stati completati due anni dopo. Il 3 maggio 2011 ha iniziato a operare con passeggeri durante il periodo di prova, ma è stato costretto a sospendere il servizio 17 giorni dopo per ordine del tribunale, a seguito di una causa per concorrenza sleale intentata dalla concessionaria degli autobus urbani di Jaén, a causa del fatto che il servizio era offerto gratuitamente durante il periodo di prova.
Da allora, il tram è rimasto paralizzato per un tempo indefinito, nonostante la sua costruzione sia stata già completata, a causa di disaccordi politici tra l'amministrazione comunale e la Junta de Andalucía sui costi di funzionamento e di gestione. Dal 2016 le amministrazioni stanno cercando di negoziare un accordo per riattivare il servizio, anche se ad oggi non è ancora stato stabilito a quali condizioni ciò avverrebbe. Nel settembre 2020 è stato firmato un accordo destinato ad essere definitivo tra la Junta de Andalucía e il Comune di Jaén, in cui si stabiliva che la linea sarebbe entrata in funzione nel 2021, essendo stata inserita nel bilancio una voce a questo scopo, ma una volta trascorso l'anno, la tranvia di Jaén continua a trovarsi nella stessa situazione e senza una data precisa per la sua messa in funzione. Dopo questa proposta disattesa, alla fine del 2023, sono state annunciate nuove azioni che hanno fissato una nuova scadenza di altri 2 anni e hanno fissato l'orizzonte per la messa in servizio nel primo semestre del 2025.